# Българи в Узбекистан
Българите в Узбекистан са 2116 души (1989).

## История
Първите документирани български следи на територията на съвременен Узбекистан, са от средата на 19 век. Тогава, анексирайки тези земи, Русия създава Туркестанското генералгубернаторство. През 1876 година е завършен и строежът на Закаспийската жп линия, свързваща Русия със Самарканд. В него като млад дипломант на Петербургската военна академия участва капитан Владимир Вазов (по-късно генерал), брат на народния поет Иван Вазов. Тогава започват и географски, етнографски и др. научни изследвания, в които са привлечени доста българи. Така, в научната експедиция на Н. А. Северчов, описала достойнствата на азиатските земи, участва и българинът полковник Матев, автор на серия публикации и научни съобщения в руския печат.
Малко по-късно тук се появяват и първите български заселници. Неблагоприятните природни условия не ги спират. В покритите си каруци те возят най-скъпото си – семействата с децата, а също и лозови разсади и зеленчукови семена. Въпреки първоначалните ограничения, само за няколко години успяват да наложат редица нови земеделски култури. Оттогава до днес задължителен компонент на традиционната узбекска кухня са българските чушки и червени домати. Някои български сортове грозде са в основата на популярните местни вина „Белое столовое“ и „Кагор“.
Първите заселници били пръснати из Ферганската долина, в района на река Сърдаря и основно в Гладната степ, където днес е узбекската столица Ташкент. Големи земеделски участъци в района на Салара край града, били закупени от търговеца от Първа гилдия, българина Н. Иванов, който ги отдавал на сънародниците си под наем. И днес тези парцели са известни като „българските градини“. Продукцията им заема централно място на селскостопанските изложби, провеждани се редовно през 1886 – 1891 година от полковник Матев и търговеца Иванов в Ташкент, а след това и в Петербург.
До Първата световна война общността на българските преселници укрепва и печели все по-голям авторитет и признание. С влизането на България във военния съюз против Антантата положението се променя. Много българи са мобилизирани в Трудовата армия на Империята и използвани като безплатна работна ръка на най-трудните военно-строителни обекти. Населението в българските селища намалява значително и заради разразилата се гражданска война.
След болшевишкия метеж през 1917 година на българите се налага отново да се приспособяват и по законите на „новото време“, насилствено да влизат в т.нар. селскостопански артели и дружества. Едно от най-известните сред тях – „Икдирад“, край Ташкент, обединявало около 150 български семейства. Някои от потомците им и днес живеят и работят в тези райони. Те са позабравили българския език, но не и че по произход са българи. Такива са фамилиите Добреви, Георгиеви, Маринови, Минчеви, Тодорови, Сарийски.
Годините на Втората световна война се превръщат в ново изпитание за българите които, за да не бъдат обявени за „врагове на народа“, трябвало да крият своя произход и да говорят само руски.
В средата на петдесетте години в Узбекистан по комсомолска линия идва нова вълна от български младежи, участващи в „обмяната на опит“ между републиките. Те са насочени в райони, където вече почти век живеят потомци на български преселници.
След голямото Ташкентско земетресение в 1966 година големи групи български строители идват да възстановяват столицата на Узбекистан. Строят се пътища и други граждански обекти. Част от тези строители също се задомяват и остават на узбекска земя. Представители на най-новата вълна от български заселници са В. Найденов, С. Коларов, Т. Тодоров, Й. Байчев и др.
В средите на узбекския интелектуален елит широко известни са професорите от Ташкентската консерватория – семейство Странджеви, а от Ташкентския държавен университет – професор Тодоров. Има много директори на училища, художници, журналисти, музиканти – все потомствени българи, родени тук и слели се с местната творческа интелигенция. Първите електронноизчислителни машини, с които учениците на Ташкент се запознават са компютрите „Правец“, а всички касови апарати в Ташкент са български, доставени от съвместната българо-узбекска фирма „Вариант“.
След обявяване независимостта на Узбекистан през 1991, българските строители от фирмата „Вено Азия“ с ръководител Димо Петров първи започват строителство на модерни сгради в Ташкент. Българската фирма „Подем инвест“, заедно с БОДК на узбекското Външно министерство, изгражда новия дипломатически хотелски комплекс. Усвояването на хотелската дейност изисква добри, опитни специалисти и в ръководствата на представителните хотели на Ташкент от веригите „Интерконтинентал“ и „Шератон“ вече има доста хора, командировани от България. Има и други наши сънародници, които работят в банки, в смесени предприятия от хранително-вкусовата промишленост, козметиката, фармацията и др.

## Култура
Българска организация е Обединеният клуб „Българи и приятели на България“, към който от 29 юни 2005 година се числят Българският културен център и Клубът на българската колония. От 2004 година към Клуба на българската колония в Ташкент има неделно училище.